# ラファエル・クーベリック

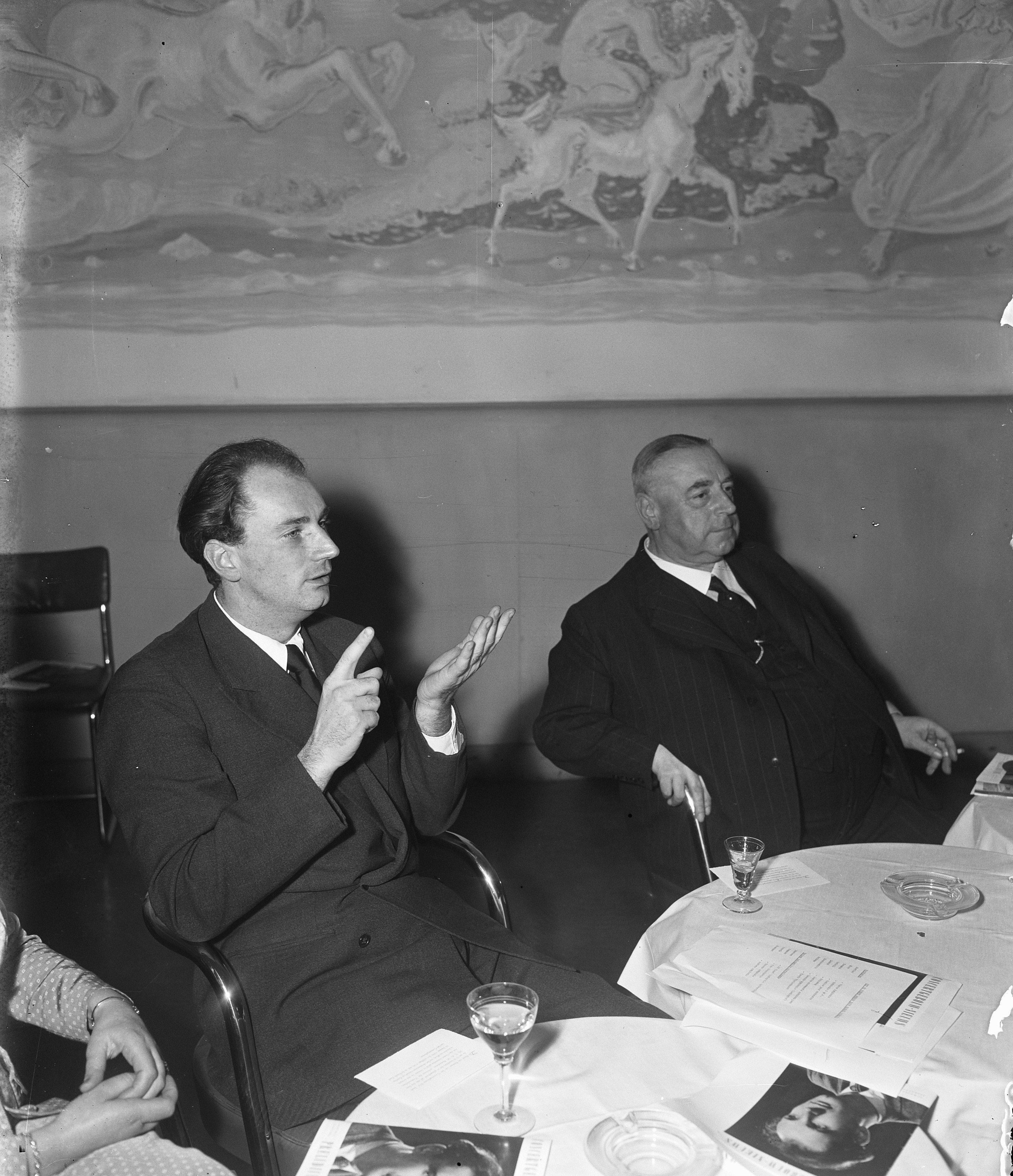
1950年のクーベリック、アムステルダム（左）

ラファエル・イェロニーム・クーベリック（Rafael Jeroným Kubelík チェコ語発音, 1914年6月29日 ボヘミア - 1996年8月11日 スイス・ルツェルン）は、チェコ出身で、ドイツを中心に国際的に活躍した指揮者、作曲家。チェコ語の発音ではクベリークが近い。

## 来歴

### 出自
世界的ヴァイオリニスト、ヤン・クーベリック (1880-1940) の長男として、チェコのビーホリー (Býchory) に生まれる。母はハンガリーの伯爵の夫人であったマリアンナ・ツァーキー＝セル（マリアンナの父母は医師とオペラ歌手であったが、本人がハンガリー貴族と結婚し伯爵夫人の称号を得ていた）。夫妻は5人の娘、3人の息子をもうけ、指揮者となったラファエル以外に、娘アニータ（1904年生まれ）もヴァイオリニストとなった。音楽的に非常に恵まれた環境の下、読み書きができるようになるよりも先に楽譜が読めるようになり、やがて両親にねだってベートーヴェンの全交響曲のスコアを買ってもらい、学校の授業中や夜寝る前のベッドの中で読む、といった少年時代を過ごす。13歳でオタカール・ジンに師事して作曲を学び始め、16歳でいくつかの曲を試作するに至る。指揮者として本格的に活動する前には、父の伴奏ピアニストとして各地への演奏旅行に同行した。

### 指揮者としてデビュー、そして亡命
14歳の時、ヴィルヘルム・フルトヴェングラーの指揮するチャイコフスキーの交響曲第4番、ブルーノ・ワルターの指揮するマーラーの交響曲第1番に感銘を受け、指揮者を志す。プラハ音楽院でヴァイオリン、作曲、指揮を学び、1934年に自作の「ヴァイオリンとオーケストラのための幻想曲」を完成させて作曲科を、ドヴォルザークの「オテロ」序曲を指揮して指揮科を、パガニーニの楽曲を演奏してヴァイオリン科を、それぞれ卒業すると、同年チェコ・フィルハーモニー管弦楽団を指揮してデビュー。1936年にチェコ・フィルの常任指揮者、1939年にブルノの国立歌劇場 (Národní divadlo Brno) の音楽監督に就任。そして1942年、ヴァーツラフ・ターリヒがナチス政権に反抗して解任された後をうけ、チェコ・フィルの首席指揮者に就任。同年チェコ人ヴァイオリニスト、ラーラ・ベルトロヴァーと結婚。しかし大戦終結後の1948年にチェコスロバキアでチェコスロバキア共産党を中心とした政権が成立する（1948年のチェコスロバキア政変）と、チェコの共産化に反対したクーベリックは、同年のエディンバラ音楽祭へ参加するために渡英、そのままイギリスへと亡命した。

### 苦難のシカゴ時代
1950年から1953年までシカゴ交響楽団の音楽監督を務める。これは当初、楽団側がフルトヴェングラーに就任を要請していたものの、アメリカ楽壇の中心的な存在であったトスカニーニ、ルービンシュタイン、ホロヴィッツらの反対によってそれが実現せず、結果身を引いたフルトヴェングラー本人の推薦に後押しされての、いわばいわくつきの就任であったため、就任後も反フルトヴェングラー陣営に属していた女性評論家クラウディア・キャシディから、音楽と無関係なことにまで及ぶ批判を受け続ける、という苦境に立たされ、やがて辞任を余儀なくされた。

### バイエルン放送交響楽団との全盛期
1955年から58年までコヴェント・ガーデン王立歌劇場の音楽監督を務め、ヤナーチェクのオペラ「イェヌーファ」のイギリス初演、ベルリオーズの超大作オペラ「トロイアの人々」の上演を実現。1961年には手兵となるバイエルン放送交響楽団の首席指揮者に就任し、1979年までその任にあったが、この間クーベリックと楽団は1965、75年の2回の来日公演を含む、全世界規模での海外ツアー、ドイツ・グラモフォン、アメリカCBSなどへの多くの録音を実現し同楽団を世界的水準のオーケストラとした。一方この任に就いたと同じころ、オーストラリア人ソプラノ歌手エルシー・モリソンと再婚。夫妻はマーラーの「交響曲第4番」の録音で共演している。1973年にはスイス国籍を取得。

### 思わぬ不運
また、この間の1972年から1974年にはメトロポリタン歌劇場の音楽監督を兼任した。このポストは同劇場に新設されたもので、その実現を推進した支配人ヨラン・ジェンティーレとの緊密な連携が期待されたが、当のジェンティーレが突然の自動車事故死を遂げるという奇禍に見舞われ、クーベリックは自らその地位から退いた。

### 奇跡のカムバック
1986年に持病の関節炎、痛風の悪化、また作曲に専念するために指揮者を引退した。しかし、1989年にチェコスロバキアでビロード革命が起きたのを契機にハヴェル大統領の強い要請でチェコスロバキアに帰国し、翌1990年の「プラハの春」音楽祭でチェコ・フィルを指揮し、スメタナの『我が祖国』の歴史的演奏を行い復活。チェコ・フィルより終身名誉指揮者の称号を受けた。さらに、1991年秋にもチェコ・フィルに再登場し、ドヴォルザークの交響曲第9番『新世界より』を指揮。その直後に来日、大阪、東京でスメタナの「わが祖国」を演奏した。

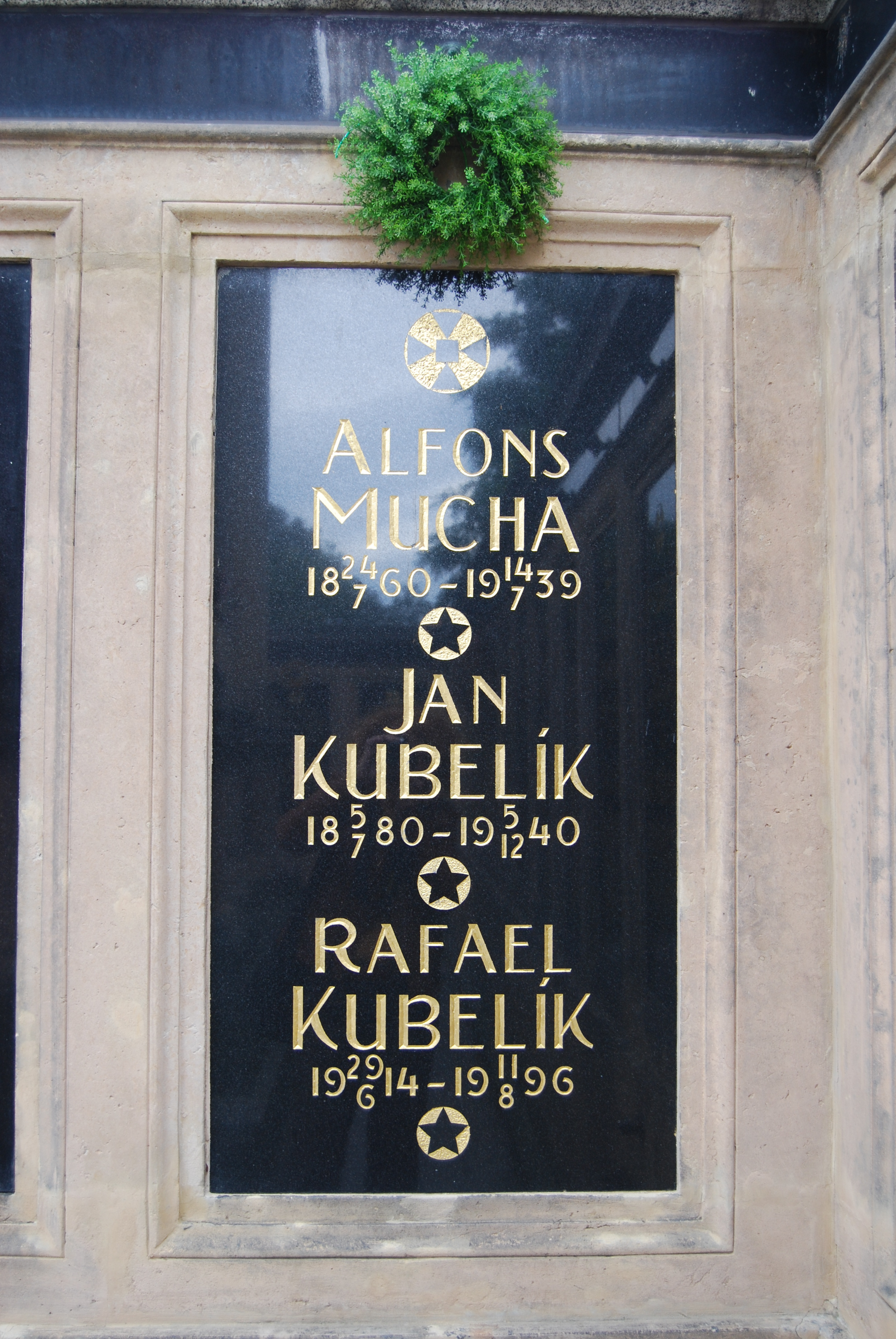
「スラヴィーン」にある、アルフォンス・ミュシャ、父ヤン、ラファエルの墓碑

1996年8月11日に、スイスのルツェルンでこの世を去った。82歳没。父と共にヴィシェフラド民族墓地の記念的霊廟「スラヴィーン」に埋葬されている。同じ墓碑には父とアルフォンス・ミュシャの3人の名が刻まれている。

## 人物
指揮者・ピアニストのダニエル・バレンボイムは、クーベリックについて「音楽家として、人間として、この上なく素晴らしい人物だと思っている。真に自立した音楽家というのは少ないが、彼はその一人であるーー芸術上の妥協は一切しない、一番楽な道ではなく一番困難な道を取る、というのが彼のやり方だった」と述べている。

## 録音・活躍
20世紀最高クラスの指揮者で、スメタナやドヴォルザークなど故郷チェコの音楽のほか、ドイツ・オーストリア系音楽を得意とする。特に、元祖ドイツ国民歌劇といわれているが実は現在のチェコが舞台となっている「魔弾の射手」、ドイツでの作品発表が多いユダヤ系オーストリア人だが生地はチェコであるマーラーなど、旧神聖ローマ帝国の多民族性に根ざした分野に強い。また、ベートーヴェン、モーツァルトなどドイツ音楽本流部分でも、同世代指揮者の中でも高い評価を得ている。
クーベリックは、20世紀後半の指揮者としては珍しく、オーケストラの第2ヴァイオリンを指揮台の右側に配置し、第1と第2のヴァイオリンを左右に分けて配置させていた（「対向配置」「両翼配置」）。
1990年に、父ヤンの業績をまとめるため、姉のアニタとともにヤン・クーベリック協会を設立。同協会は、ラファエル没後も、SP時代のチェコ人演奏家の貴重な音源を復刻するなどの活動を続けている。

### 主な録音
特に表記がないものは、手兵・バイエルン放送交響楽団との録音である。主にイギリスデッカ、ドイツグラモフォン、アメリカCBS、ドイツORFEO Internationalに録音を行っている。
- モーツァルト後期6大交響曲（第35番「ハフナー」，第36番「リンツ」、第38番「プラハ」、第39番、第40番、第41番「ジュピター」）、交響曲第25番、ピアノ協奏曲第23番、第24番（いずれもソロはクリフォード・カーゾン）、オペラ「ドン・ジョバンニ」
- ベートーヴェン交響曲全集

9つのオーケストラを振り分けた企画として話題を呼んだ。バイエルン放響以外は客演関係で、シェフを歴任した団体は当時疎遠であったり（シカゴ響、チェコ・フィルとはのち復縁）、オペラ専業であったりした（メトロポリタン歌劇場管弦楽団はのちコンサートも行うようになった）関係で含まれていない。第1番：ロンドン交響楽団、第2番：アムステルダム・コンセルトヘボウ管弦楽団、第3番：ベルリン・フィルハーモニー管弦楽団、第4番：イスラエル・フィルハーモニー管弦楽団、第5番：ボストン交響楽団、第6番：パリ管弦楽団、第7番：ウィーン・フィルハーモニー管弦楽団、第8番：クリーヴランド管弦楽団、第9番：バイエルン放送交響楽団
- シューマン交響曲全集

ベルリン・フィルハーモニー管弦楽団、バイエルン放送交響楽団との2種の録音がある。
- ブラームス交響曲全集

ウィーン・フィル、バイエルン放送交響楽団の2種類がある。
- マーラー交響曲全集[7]
- ドヴォルザーク交響曲全集

手兵バイエルン放送交響楽団ではなく、ヘルベルト・フォン・カラヤンが音楽監督を務めていたベルリン・フィルハーモニー管弦楽団を起用している。ベルリン・フィルはカラヤン就任当初はケンペ、クリュイタンス、ベームらとの録音も盛んだったものの、60年代後半以降は大物指揮者との録音を避ける傾向にあり、中ではクーベリックはヨッフムともに例外的に多く招かれた一人である。
- ブルックナー：交響曲第3番「ワーグナー」、第4番「ロマンティック」、第9番
- スメタナ『わが祖国』

シカゴ交響楽団（1952年、マーキュリー）、ウィーン・フィルハーモニー管弦楽団（1958年、Decca）、ボストン交響楽団（1971年、ドイツ・グラモフォン）、バイエルン放送交響楽団（1984年ライヴ、ORFEO）、チェコ・フィルハーモニー管弦楽団（1990年ライヴ、スプラフォン/DENON。1991年ライヴ、NHKサービスセンター/Altus）との5オーケストラ6種の録音がある。
- ウェーバー：オペラ「魔弾の射手」、「オベロン」
- ヴェルディ：オペラ「リゴレット」
- ワーグナー：オペラ「ローエングリン」、「ニュルンベルクのマイスタージンガー」、「パルジファル」、序曲・前奏曲集
- ヤナーチェク：歌曲集「消えた男の日記」（若いころ父を伴奏して録音されたものを除くと、唯一のピアニストとしての録音）、「シンフォニエッタ」、狂詩曲「タラス・ブーリバ」、「グラゴル・ミサ」
- プフィッツナー：オペラ「パレストリーナ」

近年になって、バイエルン時代のライヴ録音が次々にCD化され、スタジオ録音とは違う、熱気に満ちた演奏が再評価されている。

### 作曲活動
管弦楽曲、声楽曲、オペラ、室内楽曲、ピアノ曲等にわたる幅広い作品を残している。演奏・録音される機会は少なく、全容ははっきりとしないが、現時点で楽譜や録音等から知ることのできる作品には次のものがある。完成年等のデータは特記以外は以下で記載する楽譜、CD付属解説書による。
- 「川面に書かれた歌(Poems Scribbled on the Surface of the River)」：1944年完成。古今和歌集からの十首（チェコ語訳されたもの）に付けられた歌である。エルンスト・ヘフリガーによる歌唱で日本Meister MusicレーベルからCD化されている。
- 「リベラ・ノース(Libera nos)」：1956年完成。出版番号UE13661。レクイエムのラテン語典礼文とドイツ語（またはチェコ語）歌詞を用いた管弦楽伴奏付き合唱作品である。
- ソナチネ(Sonatina)：1957年完成。出版番号EP8064。ピアノ独奏用の短いソナチネで出版されている作品である。
- 「妻の思い出のために－レクイエム(Pro memoria uxoris - Requiem)」： 1961年完成。出版番号UE13474。
- 「弦楽のための4つのフォーム(Quattro forme per archi)」：1965年完成。出版番号UE13531。この作品は自らの指揮によりドイツ・グラモフォンに録音が残されている。
- オペラ「コルネリア(Cornelia Faroli)」：1972年にアウクスブルクで初演された[8]。その断片的映像をいくつかのドキュメンタリー作品で見ることができる。
- 「管弦楽のためのシークエンス(Sequences for Orchestra」：出版番号EP8462。シカゴ交響楽団との演奏が同楽団制作のCDで発売されている。
- 「オルフィコン－三楽章の交響曲(Orphikon - Sinfonie in drei Sätzen)」：バイエルン放送交響楽団との演奏がチェコPantonレーベルおよびドイツMelismaレーベルから発売された。
- 「言葉のないカンタータ(Kantana ohne Worte)」：これもバイエルン放送交響楽団との演奏がPantonレーベルおよびMelismaレーベルから発売された。
- 「インヴェンションとインタリュード－児童合唱、4つのオーボエと4つのトランペットのための(Inventions and Interludes for chirdren's chorus, 4 oboes and 4 trumpets)」：これは自らの指揮により録音され上の2曲とともにPantonレーベルのCDに収録されている。
- 弦楽四重奏曲第2番(2. Streichquartett)：出版番号EP5945。マルティヌー弦楽四重奏団が録音したCDがチェコのレーベルから発売されている。
- 弦楽四重奏曲第6番(6. Streichquartett)：1985年にプロ・アルテ弦楽四重奏団により初演。出版番号EP8739a。
- 一楽章の交響曲(Sinfonie in einem Satz)：出版番号EP8341。